# Golovin (Mondkrater)
Golovin ist ein Einschlagkrater im Norden der Mondrückseite.
Er liegt nordöstlich des Mare Moscoviense zwischen den größeren Kratern Von Neumann und Langevin.
Der Kraterrand ist nicht merklich erodiert. Im Zentrum des ansonsten relativ ebenen Kraterbodens befindet sich eine Erhebung.
Golovin hat einen Nebenkrater:
| Buchstabe | Position            | Durchmesser | Link |
| --------- | ------------------- | ----------- | ---- |
| C         | 40,66° N, 163,23° O | 15 km       |      |

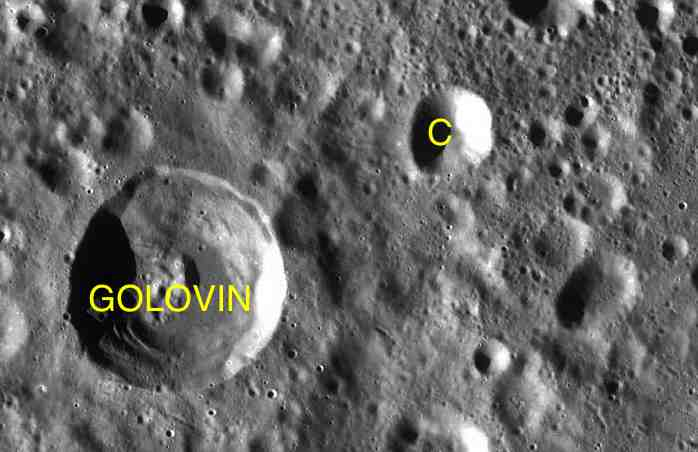
Golovin und sein Nebenkrater

Der Krater wurde 1970 von der IAU offiziell nach dem US-amerikanischen Physiker Nicholas Erasmus Golovin benannt.